# Recurvaria penetrans
Recurvaria penetrans es una polilla de la familia Gelechiidae. Se encuentra en Brasil (Amazonas).
La envergadura es de unos 9 mm. Las alas anteriores son de color ocre-blanco, de color gris irregular y con marcas negras oblicuas de la costa en la base y cerca de ella. Hay pequeños mechones negruzcos encima y debajo del pliegue en un cuarto, y una veta negra ligeramente curvada muy oblicua desde la costa antes del centro hasta el disco en tres cuartos. También hay un pequeño mechón negro en el pliegue en el centro y pequeñas manchas negruzcas opuestas en la costa a tres cuartos y el tornus. Un punto negro se encuentra en el disco a cuatro quintas partes y hay una marca negra oblicua hacia adentro desde la costa cerca del ápice, así como marcas negras lineales diminutas en la costa posterior y en el termen. Las alas posteriores son de color grisáceo pálido.